# Mine or Yours
〈Mine or Yours〉是日裔美籍創作歌手宇多田光的數碼單曲，於2025年5月2日由史詩唱片發行。這是宇多田繼2024年接拍可口可樂旗下品牌綾鷹綠茶飲料的廣告後，連續第二年接拍該系列廣告的使用歌曲。

## 宣傳與表演
2025年4月19日，宇多田在〈Mine or Yours〉發行前推出線上宣傳活動，只要在Spotify跟iTunes Store等指定的音樂平台預約歌曲即可參與抽選合共200個名額的原創T恤，而所有參與者均能獲得歌曲的手機桌布。宇多田亦登上Apple Music於東京的新播音室，於網絡電台Apple Music 1的電台節目《贊恩·洛秀》（The Zane Lowe Show）接受訪問宣傳，節目在歌曲發行當天於全球165個國家上線。
官方亦在歌曲發行當天於YouTube舉行線上聆聽派對「Hikaru Utada Online Release Party "Mine or Yours"」，宇多田首次登上YouTube頻道《THE FIRST TAKE》演唱〈Mine or Yours〉的表演其後緊接公開。

## 音樂影片
2025年5月6日，官方公布〈Mine or Yours〉的音樂影片於翌日晚上九時在YouTube以首映形式公開的消息。影片的導演為曾執導宇多田的〈Gold ～直到重逢之日～〉與〈沒有顏色的花〉音樂影片的山田智和。影片以地上的視線作為開場，宇多田以「自以為熟悉的日常生活，從新的角度看完全不一樣了」形容影片。製作花絮其後於同日在YouTube上公開。

## 話題
〈Mine or Yours〉其中一句歌詞「這個國家要到令和幾年才可以夫妻別姓呢？」在歌曲發行後在日本網上引起熱議，於社群網路獲得大量正反意見。當中包括「感謝說出我們的心聲」、「創作家在作品融入自己想法及提出主張是很正常的事」等支持聲音。但亦有反對者認為歌曲的政治訊息過於直接，以及指責在美國出生兼長年在外的她不熟悉日本習俗。

## 歌曲列表
| 線上下載 串流媒體 | 線上下載 串流媒體 | 線上下載 串流媒體 |
| 曲序              | 曲目              | 时长              |
| ----------------- | ----------------- | ----------------- |
| 1.                | Mine or Yours     | 4:22              |

## 製作名單
資料來自Apple Music與〈Mine or Yours〉的音樂影片
錄音室
- AIR錄音室（倫敦） – 錄製、聲樂錄製
- Pierce Room（倫敦） – 混音
- Sterling Sound（紐約市） – 母帶處理

參與人員
- 宇多田光 – 詞曲創作、製作、全聲樂、編程、弦樂編排、鍵盤
- 亨利·鮑爾斯-布羅德本特（Henry Bowers-Broadbent） – 製作、全樂器、編程、電結他、弦樂編排、指揮
- 大森日向子（英语：Hinako Omori） – 鍵盤、風琴
- 本·帕克（Ben Parker） – 原聲吉他
- 塞耶·阿德萊坎（英语：Seye Adelekan） – 電貝斯
- 艾薩克·基齊托（Isaac Kizito） – 鼓樂
- 瑪麗安·海恩斯（Marianne Haynes） – 弦樂首席、小提琴
- 娜塔莉亞·邦納（Natalia Bonner） – 小提琴
- 布魯斯·懷特（Bruce White） – 中提琴
- 史蒂夫·菲茨莫里斯（英语：Steve Fitzmaurice） – 錄製、混音
- 齊藤祐也 – 聲樂錄製
- 蘭迪·美林 – 母帶處理

## 榜單排名
| 週榜單（2025年）                 | 最高 位置 |
| -------------------------------- | --------- |
| 日本（Oricon單曲下載排行榜）     | 11        |
| 日本（《告示牌》百大單曲榜）     | 13        |
| 日本（《告示牌》歌曲下載排行榜） | 11        |
| 日本（《告示牌》歌曲串流排行榜） | 100       |
| 台灣（HITO日亞排行榜）           | 3         |

## 資料來源
1. 1 2  . CD Journal. 2025-04-19  [2025-05-04] （日语）.
2. ↑  . USEN. 2025-05-04  [2025-05-04] （日语）.
3. ↑  . JOYSOUND（日语：JOYSOUND）. 2025-05-02  [2025-05-04] （日语）.
4. 1 2 3  . Spincoaster. 2025-05-06  [2025-05-08] （日语）.
5. 1 2  . ナタリー音楽. 2025-05-07  [2025-05-08] （日语）.
6. ↑  . 日刊スポーツ. 2025-05-02  [2025-05-04] （日语）.
7. ↑  王, 培驊, , 三立娛樂星聞, 2025-05-04  [2025-05-04] （中文（臺灣））
8. ↑  . 日刊スポーツ. 2025-05-03  [2025-05-04] （日语）.
9. ↑  . All Aboutニュース. 2025-05-04  [2025-05-04] （日语）.
10. ↑  陳, 建嘉, , TVBS新聞網, 2025-05-04  [2025-05-04] （中文（臺灣））
11. ↑  . 2025-05-02  [2025-05-04] （英语）.
12. ↑  . Hikaru Utada於YouTube. 2025-05-07  [2025-05-18] （日语）.
13. ↑  . Oricon. 2025-05-07  [2025-05-10]. （原始内容存档于2025-05-07） （日语）.
14. ↑  . Billboard JAPAN. 2025-05-14  [2025-05-15] （日语）.
15. ↑  . Billboard JAPAN. 2025-05-07  [2025-05-10] （日语）.
16. ↑  . Billboard JAPAN. 2025-05-14  [2025-05-21] （日语）.
17. ↑  . HITO日亞排行榜.   [2023-09-28]. （原始内容存档于2025-05-21） （中文（臺灣））.